# Vordavoss
Vordavoss är en fiktiv gudalik varelse skapad av Henry Kuttner.
Vordavoss är en mindre yttre gud (Lesser Outer God) i Cthulhu-mytologin och kallas även "Obehaget i sanden" (Troubler of the Sands), "Som väntar i det yttre mörkret" (Whom Waiteth in the Outer Dark), "Den flammande" (The Flaming One) samt "Herre över universums vidder" (Lord of the Universal Spaces).
Vordavoss visar sig som en brinnande varelse med mantel och huva. Den har, likt Tawil-at-U'mr, ett omänskligt ansikte med ett par eldröda glödande ögon.
Vordavoss omtalas i "The Eater of Souls" (1937), "The Invaders" (1939), "The Star-Seed" (1996) och "Wizards of Hyperborea" (1997).